# La Dodo lé pa la
La Dodo lé pa la est une série de bande dessinée française scénarisée, dessinée et colorisée par JeF wESh. Éditée par les éditions Orphie, un éditeur de l'île de La Réunion, elle est constituée de trois albums, le premier paru en 2007, le deuxième en 2008 et le troisième en 2009. Mettant en scène des animaux anthropomorphes, l'histoire est celle d'un margouillat appelé Félicien Margouille qui, dans le cadre de son activité de détective privé, enquête depuis Saint-Pierre sur la disparition de la Dodo, une cantatrice présentant l'apparence d'un dronte de Maurice. Cela le conduit à tenter d'empêcher la destruction totale de La Réunion par le principal antagoniste. Le titre pastiche un slogan publicitaire pour la bière Bourbon, aussi appelée la Dodo : « la dodo lé la ».

## Titres parus
- La Dodo lé pa la, Éditions Orphie.
  - Première partie, 2007 –  (ISBN 978-2877634069).
  - Deuxième partie, 2008 –  (ISBN 978-2877634540).
  - Troisième partie, 2009 –  (ISBN 978-2877634786).